# Библиотечно-информационный центр Хазарского университета

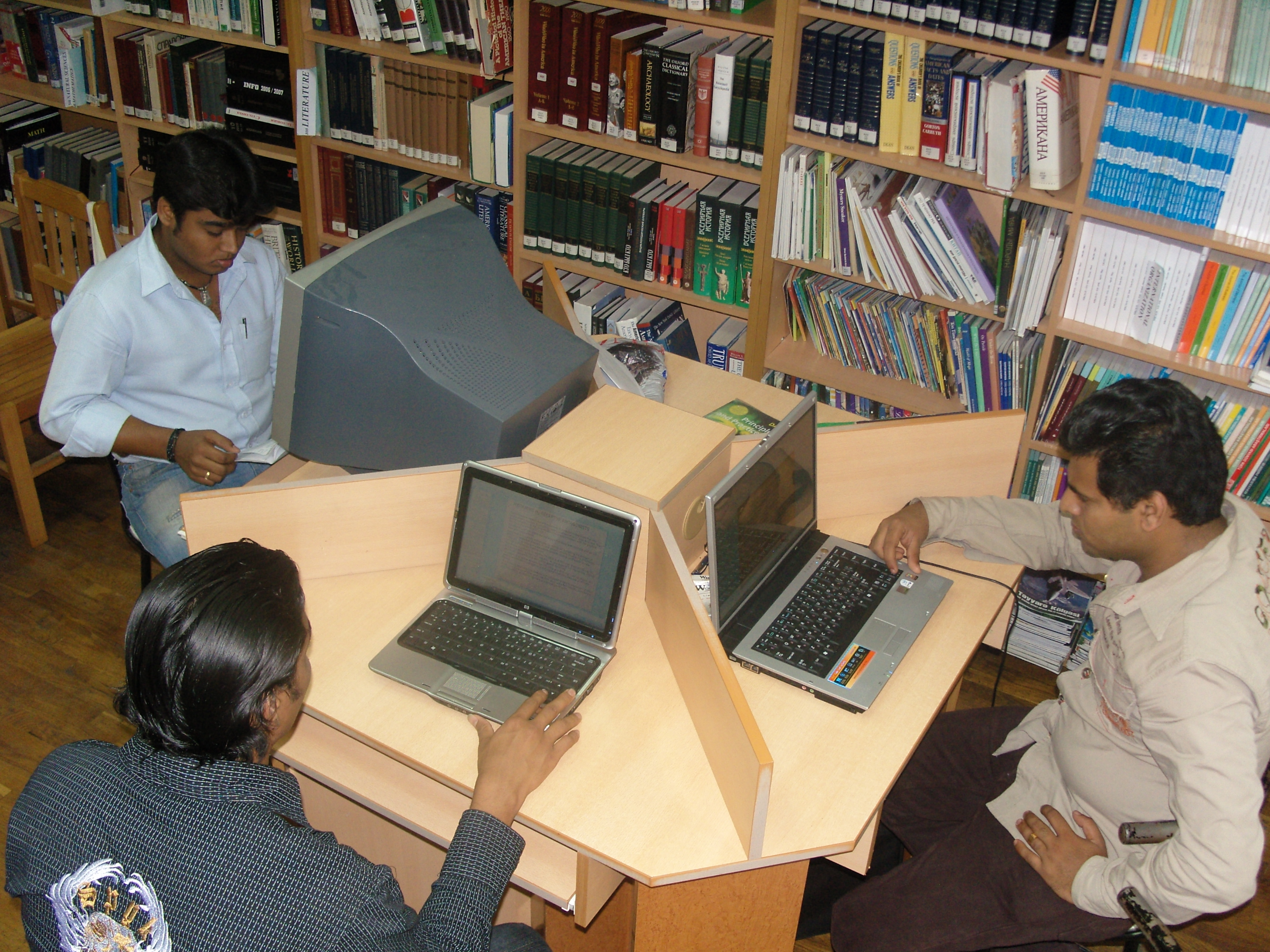
Справочный зал (с печатными справочными материалами и стойками для электронного доступа к информации)

Библиотечно-информационный центр Хазарского университета (KULIC) — это библиотека Хазарского университета в Баку.
Имеет три открытых для публики филиала: главная библиотека в кампусе Нефчилар; филиал в кампусе в центре Баку; и библиотека кампуса Алатавы.

## Коллекции
Примерно 75 процентов библиотечных материалов на английском языке. В библиотеке также собраны печатные и электронные материалы на азербайджанском, русском, турецком, арабском, персидском, немецком, французском, итальянском, китайском, японском и других современных европейских и восточных языках в области бизнес-исследований, экономики и менеджмента, инженерии и прикладных наук., педагогике, социальных науках, политологии и международных отношений, юриспруденции, языковедения, искусства, архитектуре, философии, литературе, истории и медицинских наук. Материалы включают учебники, издаваемые во всем мире, и публикации Khazar University Press, которые широко представлены в библиотеке.
Хазарский университет имеет обширную справочную коллекцию, в том числе одноязычные и двуязычные энциклопедии.
Коллекции увеличиваются за счет покупок, пожертвований и различных грантов.
Хазарский университет является региональной депозитарной библиотекой Всемирного банка в Азербайджане с 1999 года и Азиатского банка развития с 2005 года.
Онлайн-каталог общего доступа (OPAC) университета — это его библиографическая база данных, которую пользователи могут использовать для поиска таких материалов, как книги, периодические издания, видеозаписи и компакт-диски на английском, азербайджанском, русском и других языках. Университет предоставляет онлайн-доступ к электронным книгам, электронным журналам и академическим базам данных . Доступ к EBSCO, а также к ProQuest, BioOne, Cambridge University Press и Oxford Reference Online стал доступен благодаря активному участию Университета Хазар в Консорциуме библиотек Азербайджана.

## Специальные проекты
Библиотека участвует в различных проектах, в том числе:
- Центр образования и информационных исследований Хазарского университета (CEIS), первоначально созданный в партнерстве с Высшей школой образования и информационных исследований Калифорнийского университета в Лос-Анджелесе при финансовой поддержке Информационного агентства США.
- Проект Gutenberg, помощь в оцифровке азербайджанской литературы общественного достояния на латинице в партнерстве с Национальной библиотекой имени Ахундова и Институтом литературы Национальной академии наук Азербайджана .
- CALIMERA (Местные учреждения, занимающиеся прикладными культурными программами, обеспечивающие электронный доступ)
- Проект ЮНЕСКО по переводу, направленный на завершение библиографии переводов в различных изданиях (книги, журнальные статьи, доклады конференций и т. д.) с азербайджанского на другие языки и с других языков на азербайджанский.

## Институциональный репозиторий Хазарского университета
Институциональный репозиторий Хазарского университета (KUIR), набор услуг, предлагаемых Информационным центром библиотеки, представляет собой институциональный репозиторий (на http://dspace.khazar.org ), поддерживаемый для поддержки исследователей, сотрудников и студентов университета.
Контент репозитория состоит из коллекций исследовательских материалов в цифровом формате, созданных и отобранных преподавателями Хазарского университета и их сотрудниками.
Информационный центр библиотеки Хазарского университета управляет, хранит и распространяет эти коллекции с помощью программного обеспечения DSpace .
Материалы включают предпечатные и пост-печатные копии научных статей, диссертаций и диссертаций, а также материалы, включенные в эти статьи, такие как изображения, видео и наборы данных.
Мировой рейтинг репозиториев за июль 2010 года включил KUIR как единственное хранилище на Кавказе или в Средней Азии в число 800 ведущих мировых хранилищ.

## Специальные услуги
В сотрудничестве с издательством « Khazar University Press», национальным агентством ISBN и ISMN для Азербайджана, LIC предоставляет следующие услуги ISBN и ISMN:
- Поддержка предоставления информации о связанных ресурсах, которая может потребоваться издателям, включая каталогизацию в публикации (CIP);
- Создание национальной библиографической базы данных всех (зарегистрированных) печатных книг;
- Управление базами публикаций ISBN и ISMN;
- Учет названий присвоенных издателей префиксов и номеров заголовков.

LIC готовит базу данных издателей Азербайджана в формате импорта / экспорта для ежегодных изданий Международного справочника ISBN издателей.
Работа ведется по созданию библиографических описаний выпусков, издаваемых в Азербайджане по международным правилам (указатель DDC, предметные рубрики).

## Примечание
1. ↑  Zaytseva, Tatyana (10-13 June 2009). Poster"The establishment of an ETD in Azerbaijan @ Khazar University " for the ETD 2009 12th International Symposium on Electronic Theses and Dissertations. {{cite journal}}: Cite journal требует |journal= (справка)Википедия:Обслуживание CS1 (формат даты) (ссылка)
2. ↑  Zaytseva, Tatyana (2010). Open Access Initiatives in Azerbaijan @ Khazar University. Azerbaijani Studies. 13 (2): 15–24. Архивировано из оригинала 28 июня 2012. Дата обращения: 14 октября 2020.

## внешняя ссылка
- Сайт библиотеки